# 小田原系ラーメン

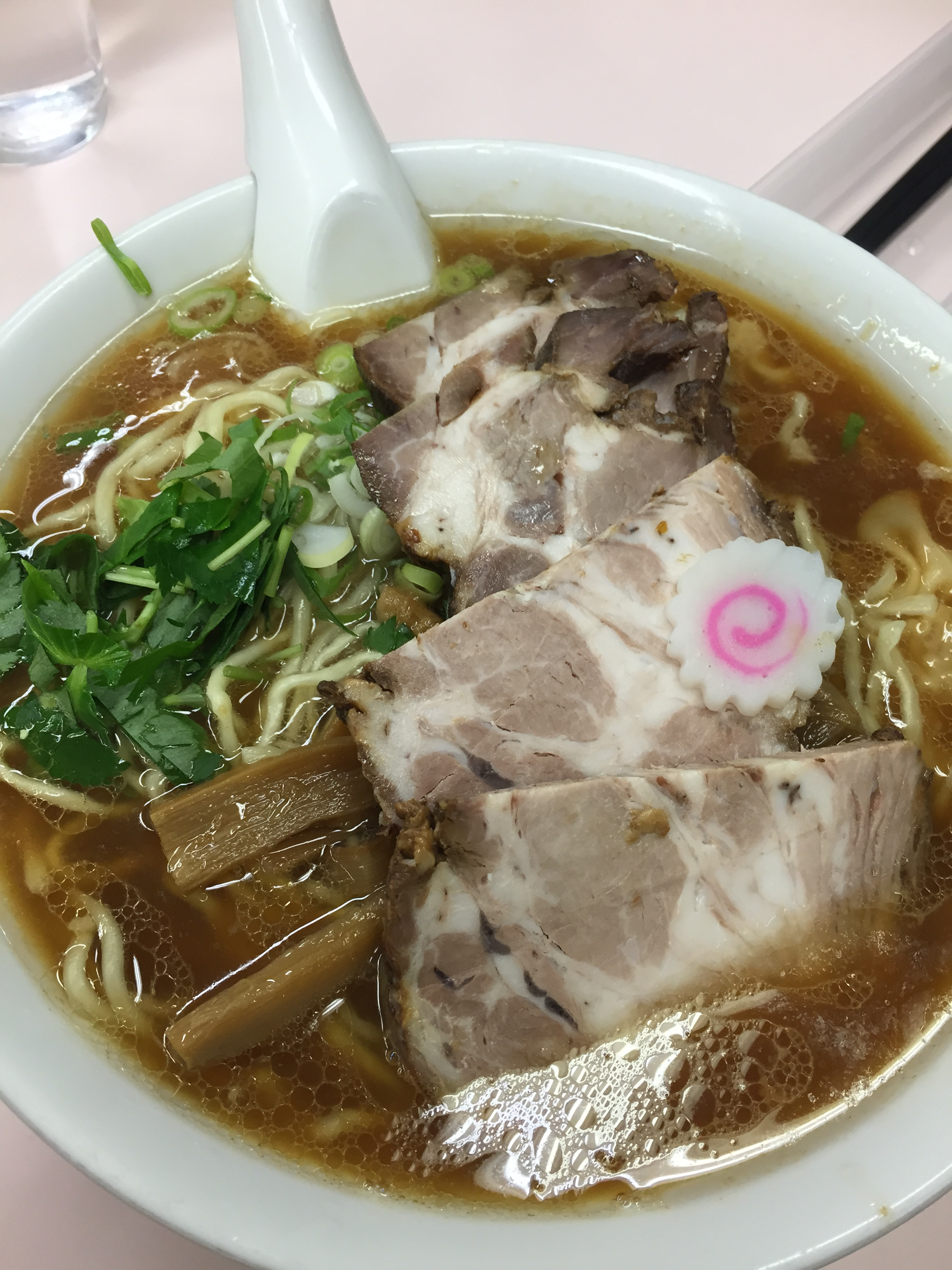
小田原系ラーメンにチャーシューとワンタンをトッピングしたもの（写真は湯河原町の国味）

小田原系ラーメン（おだわらけいラーメン）は、1930年頃に登場した神奈川県湯河原町発祥の豚骨醤油ベースで平打ち縮れ麺を特徴とするラーメン店群である。ラーメン店「味の大西」を源流とする。

## 概要
現在、小田原系と呼ばれているラーメンは、1930年頃創業とされている湯河原町の「味の大西」が源流である。肉店を営んでいた傍らで肉屋の特性を生かした豚肉、豚ガラスープのラーメンを出したのが始まりと云われている。味の大西で修行をした人たちがそれぞれ湯河原近隣の真鶴町、小田原市、平塚市、松田町などに店舗を出したため現在「小田原系」と云われている。。
創業とされる湯河原町にある「味の大西」では商品提供者が兄か弟かによって味やトッピング、出される飲み物等が異なる。

## 歴史
- 1930年頃 -「味の大西」創業（湯河原町）。
- 2000年代 - 横浜ウォーカーなど雑誌のラーメン特集で「小田原系」と呼ばれ始める。
- 2017年 - 湯河原町が地元店紹介の冊子を制作し、小田原系を紹介。

## 特徴
甘めでまろやかさっぱりとした香ばしい澄んだ豚骨醤油スープに、大きなワンタンと食べ応えのある厚いチャーシュー、甘くて色の濃いメンマ、三つ葉を具材として使用し、どんぶり表面を覆う油膜がある。水を多く含み、もちっとした食感のある平打ち縮れ麺を使用し、湯河原町の室伏製麺所が有名である。
麺の量が多く、チャーシューに厚みがある。そのため、神奈川県西部の二郎系とも呼ばれることもあるが、古くから存在するため、客層は老若男女と幅広い。

### 屋号
直系は「味の大西」だが、湯河原町に古くからある「国味」も小田原系（または湯河原ラーメン）と呼ばれている。「味の大西」の屋号を持たない大西インスパイア（小田原系インスパイアとも呼ばれる）の店も、松田町や大井町など神奈川県西部に現れるようになった。

### 麺
室伏製麺所
神奈川県足柄下郡湯河原町
鴨宮製麺
神奈川県小田原市
マルキ製麺所
神奈川県小田原市
麻生製麺
神奈川県平塚市